# Domenico Chelucci
Domenico Chelucci, in religione Paolino di S. Giuseppe (Lucca, 25 aprile 1681 – Roma, 17 gennaio 1754), è stato un matematico e presbitero italiano della Congregazione delle scuole pie, insegnante e poi rettore del Collegio Nazareno.

## Opere
- (LA) Institutiones arithmeticæ cum appendice de natura, atque usu logarithmorum, Roma, Giovanni Zempel, 1743.
- (LA) Institutiones analyticæ earumque usus in geometria cum appendice de constructione problematum solidorum, Roma, Giovanni Zempel, 1745.